# Tipsport

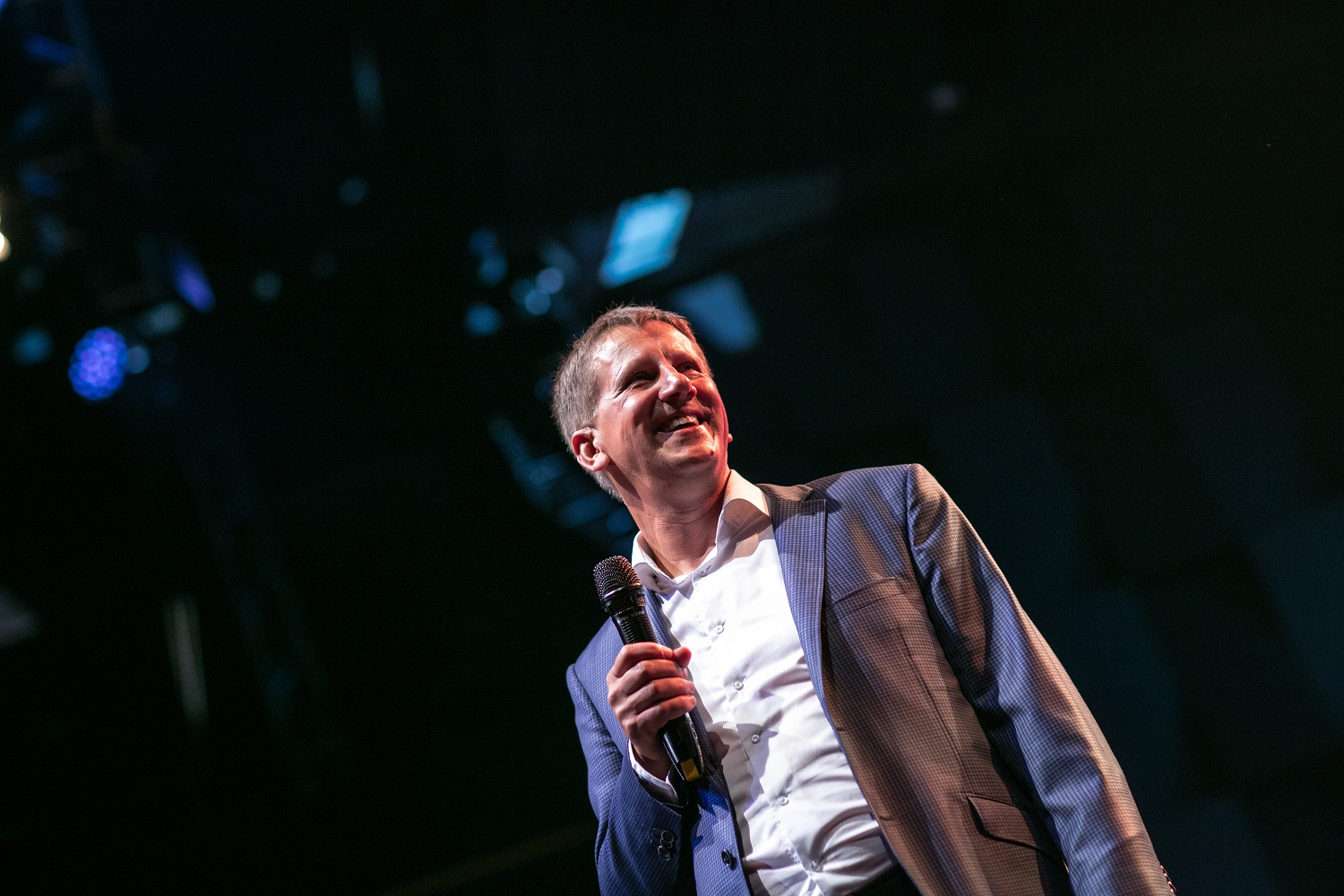
Ing. Vratislav Randa, předseda představenstva Tipsport, a.s.

Tipsport a. s. je provozovatelem kurzových sázek na sportovní události v Česku. Firma byla založena v roce 1991 v Berouně. Tipsport a. s. je součástí skupiny Tipsport, jejímž generálním ředitelem je Petr Knybel.
Maxa (dříve Loterie Korunka) je číselná loterie fungující v Česku od roku 1997 pod záštitou společnosti Chance, od února 2013 na ni bylo možné sázet i v pobočkách Tipsport a v dubnu 2018 se stala součástí jeho skupiny.

## Historie
Spoluzakladatelé Tipsportu Jiří Dragoun a Jaroslav Nosek byli před Sametovou revolucí v Československu v roce 1989 podle spoluzakladatele Fortuny Jiřího Balcara stejně jako on ilegálními bookmakery v dostihovém areálu v Praze-Velké Chuchli.
První pobočka Tipsportu pro příjem sázek byla otevřena v květnu 1991. Milníkem v rozvoji společnosti se stalo povolení internetového sázení v roce 2009. 
Hlavním předmětem podnikání firmy jsou kurzové sázky na sportovní události. Tipsport nabízí na pobočkách také emise svých vlastních stíracích losů, číselnou loterii Korunka a další doplňkové služby.
Na jaře 2016 byl v Parlamentu České republiky schvalován nový zákon o hazardních hrách. Společnosti Tipsport, Fortuna a Sazka společně lobovaly skrze Asociaci provozovatelů kursového sázení za snížení nové daňové sazby pro hazardní hry. Hlavním lobbistou byl Marek Herman. Místo původně vládou navrhovaných sazeb 35 procent pro technické hry (nejčastěji automaty), 30 procent pro živé hry, loterie a binga a 25 procent pro kurzové sázky a tomboly schválili poslanci sazbu 35 procent pro technické hry a na všechny ostatní druhy hazardu 23 procent. Tehdejší ministr financí Andrej Babiš to označil za úspěch hazardní lobby.
V roce 2017 Tipsport otevřela díky novému zákonu o hazardních hrách také online kasino a stala se jednou z prvních českých firem, které získávají na území České republiky licenci udělovanou Ministerstvem financí České republiky. Tipsport pojmenovalo své online casino Vegas a nabízí hry od vydavatele hazardních her NetEnt a Play 'n GO.
Úřad pro ochranu hospodářské soutěže provedl na jaře 2019 razii v sídle Tipsportu a společnosti Fortuna kvůli podezření z kartelové dohody. Společnost Fortuna kvůli postupu úřadu podala žalobu ke Krajskému soudu v Brně kvůli údajnému nedostatečnému množství důkazů. Krajský soud v Brně dal Fortuně na podzim roku 2019 za pravdu. Úřad pro ochranu hospodářské soutěže se proti rozsudku odvolal k Nejvyššímu správnímu soudu a ten rozsudek brněnského krajského soudu v lednu 2022 zrušil.

## Sponzorství
Tipsport sponzoroval nebo stále sponzoruje tyto sportovní soutěže a zařízení:
- Tipsport extraliga (Česko) – Tipsport je generálním sponzorem české hokejové extraligy od roku 2010 (předtím byl i v letech 2003-2006)
- Tipsport se stal od sezony 2015/2016 oficiálním sázkovým partnerem 1. české fotbalové ligy a české fotbalové reprezentace
- Tipsport extraliga (Slovensko) – Tipsport byl generálním sponzorem slovenské hokejové extraligy od roku 2011
- Tipsport Superliga – v sezónách 2015/2016 až 2018/2019 byl Tipsport titulárním partnerem nejvyšší české florbalové soutěže mužů.[7]
- Tipsport liga – fotbalová soutěž hraná v zimní přestávce fotbalové ligy; účastní se některé kluby z 1. ligy i nižších soutěží
- Tipsport Arena – víceúčelová hala v Pardubicích. Domovská Arena extraligových hokejistů HC Dynamo Pardubice a basketbalového klubu BK JIP Pardubice. Od sezóny 2019/2025 byla hala přejmenována na enteria arena.[8]
- Tipsport Arena (Praha) – multifunkční hala v Praze Holešovicích. Od sezony 2015/2016 ji opustil tradiční hokejový klub HC Sparta Praha, která našla domácí led ve Vysočanech v O2 areně.
- Tipsport Premier League 2020 – český šipkařský turnaj od roku 2020